# اتحاد غينيا بيساو لكرة القدم

الشعار السابق للاتحاد

تأسس اتحاد غينيا بيساو لكرة القدم في عام 1974 وانضم إلى الاتحاد الدولي لكرة القدم والاتحاد الأفريقي لكرة القدم في 1986.